# أحداث أمستردام (نوفمبر 2024)
تُفيد التقارير أنه في 7 نوفمبر 2024، بعد مباراة في الدوري الأوروبي بين نادي مكابي تل أبيب الإسرائيلي ونادي أياكس أمستردام الهولندي في أمستردام، تعرض بعض مشجعي مكابي تل أبيب لسلسلة من الهجمات. وقبل هذه الهجمات، تورط بعض مشجعي مكابي تل أبيب في أعمال تخريب وعنف في المدينة. وأيضًا رددوا هتافات ضد العرب.
وجرت هذه الأحداث وسط توترات متصاعدة مرتبطة بالحرب الفلسطينية الإسرائيلية. وقد التقطت صورًا لبعض مشجعي مكابي تل أبيب وهم يسحبون العلم الفلسطيني من المباني ويطلقون عبارات معاداة العرب مثل «الموت للعرب»، ويهاجمون أشخاصًا، ويخربون الممتلكات المحلية. كما قاطع بعض المشجعين دقيقة صمت على ضحايا فيضانات إسبانيا 2024 قبل المباراة بالهتافات والصافرات.
أُدينت تصرفات بعض مشجعي مكابي تل أبيب باعتبارها تمييزًا ضد العرب ومعاداة الفلسطينيين. وأدينت الهجمات على المشجعين الإسرائيليين باعتبارها أعمالًا إجرامية ومعاداة السامية. أصدرت سلطات أمستردام بياناً بعد أربعة أيام من أعمال الشغب، ووصفت فيه الأسباب بأنها «خليط سام من معاداة السامية، وأعمال شغب، والغضب تجاه الحرب في فلسطين وإسرائيل ودول أخرى في الشرق الأوسط»"، ألقت اللوم على من هاجموا مشجعي مكابي لمعادتهم السامية، وكذلك مثيري الشغب من الإسرائيليين لسلوكهم الاستفزازي والعنيف.

## الخلفية
بدأت الحرب الفلسطينية الإسرائيلية في 7 أكتوبر 2023 بعد عملية طوفان الأقصى، التي أسفرت عن مقتل 1,139 شخصًا وأسر 251 آخرين داخل قطاع غزة. كما بدأ الجيش الإسرائيلي بقصف قطاع غزة في نفس اليوم، وبحلول نوفمبر 2024، كانت قد أسفرت عن مقتل أكثر من 40,000 فلسطيني، منهم أكثر من 70% من النساء والأطفال. كما وسعت إسرائيل الحرب لتشمل لبنان في 1 أكتوبر 2024، مما أدى إلى مقتل أكثر من 3,000 لبناني وتشريد أكثر من 1.2 مليون شخص في لبنان وسوريا. وشهدت هولندا عددًا من المظاهرات على الحرب.
شهدت الحوادث المعادية للسامية زيادة كبيرة في جميع أنحاء العالم خلال فترة الحرب، بما في ذلك في هولندا. قبل الهجمات بفترة، أفادت وكالة حقوق الإنسان الأساسية التابعة للاتحاد الأوروبي بارتفاع في الهجمات المعادية للسامية في أوروبا، وقد عُزي جزء من هذه الزيادة إلى تداعيات الحرب. كما أشارت الوكالة إلى ارتفاع في حالات العنصرية والتمييز تجاه المسلمين والعرب في القارة.
يُعرف جمهور مشجعي فريق مكابي تل أبيب بوجود مجموعات ألتراس يمينية متطرفة بينهم. وقد تورط هؤلاء المشجعون في حوادث عنصرية في إسرائيل، بما في ذلك الإساءة العنصرية للاعبين العرب والسود ضمن فريقهم. في مارس، قبل مباراة ضد نادي أولمبياكوس، نُقل رجل يحمل علم فلسطين إلى المستشفى في أثينا بعد شجار مع مجموعة من مشجعي مكابي، حيث ظهر في تسجيل فيديو أن المشجعين يعتدون عليه. وقد اعتقلا بعد ذلك.
مرت مباريات أوروبية أخرى لفريق مكابي تل أبيب هذا الموسم دون حوادث عنف. ولكن كانت هناك تحديات أمنية لاستضافة مباريات فرق الأندية والمنتخبات الإسرائيلية، مثل رفض الاتحاد الملكي البلجيكي لكرة القدم إقامة مباراة في دوري الأمم للرجال بين بلجيكا وإسرائيل في بروكسل في 6 سبتمبر 2024، حيث لعبت المباراة خلف الأبواب المغلقة في المجر بدلاً من ذلك.

## الأحداث

### مقدمة
أقيمت مباراة أياكس ضد مكابي تل أبيب ضمن مباريات دور المجموعات ‏ في الدوري الأوروبي على ملعب يوهان كرويف أرينا.
قبل المباراة ، منعت عمدة أمستردام فمكا هالسما الاحتجاجات المؤيدة للفلسطينيين بالقرب من الملعب بسبب مخاوف من احتمال حدوث عنف. طلبت هالسيما تقييما إضافيا للتهديدات من المنسق الوطني لمكافحة الإرهاب والأمن [الإنجليزية] (NCTV) ، مشيرةً إلى التوترات المتزايدة الناتجة عن الحرب بين إسرائيل وحماس، واقتراب الاحتفال بليلة البلور، ورغم ذلك، لم يجد التلفزيون الوطني أي تهديدات محددة. انضم عملاء من الموساد انضم الوكلاء إلى الفريق في رحلتهم «توفير أقصى درجات الحماية» كما عززت شرطة أمستردام وجودها في وسط المدينة عشية المباراة. زعمت إسرائيل أن الموساد حذّر من تهديد محتمل يستهدف الإسرائيليين واليهود في هولندا، وأرسل تحذيراً إلى قوات الأمن. من جانبه، أوضح وزير الأمن الهولندي ديفيد فان ويل ‏ أن السلطات الهولندية لم تتلقَ أي تحذير رسمي، لكنها أكدت استمرار التحقيق لضمان عدم تفويت أي تهديد. وذكرت العمدة لاحقاً أن المباراة نفسها لم تُصنَّف في البداية على أنها عالية المخاطر، على الرغم من الارتباط التقليدي لنادي أياكس باليهودية.
قررت رئيسة بلدية أمستردام نقل المظاهرة التي كانت الجماعات الهولندية المؤيدة لفلسطين تعتزم إقامتها اعتراضا على إقامة المباراة إلى مكان بعيد، خوفاً من نشوب اشتباكات بين المتظاهرين ومشجعي مكابي تل أبيب، عادةً إياه تهديد أمني كبير. أمّا جماعة إف-سايد المتعصبة بين مشجعي أياكس-، إنه يجب الفصل بين السياسة وكرة القدم وإنهم "سيتدخلون إذا لزم الأمر". حظرت السلطات الهولندية التظاهرات في امستردام، منذ يوم الجمعة حتى الأحد.
أعربت السلطات المحلية عن مخاوفها بشأن احتمال نشوب صراع في مناطق مختلفة.

### 6 نوفمبر
بحلول السادس من نوفمبر/تشرين الثاني، أعرب ناشطون مؤيدون للفلسطينيين على وسائل التواصل الاجتماعي عن قلقهم إزاء وصول مشجعين إسرائيليين إلى المدينة. وتداول الناشطون رسالة على نطاق واسع تضمنت تحذيرات تقول: «المدينة مليئة بالمشاغبين، بما في ذلك جنود إسرائيليون». وأضافت الرسالة: «نادي مكابي يدعم علنًا جرائم الحرب والإبادة الجماعية في غزة... اسأل نفسك، هل أنت مستعد جسديًا وعقليًا لمواجهة حشد من المشاغبين؟ البقاء في المنزل لا يقلل من قيمتك كناشط».
في المساء، أظهرت لقطات وتقارير مشجعي فريق مكابي وهم يمزقون ويحرقون الأعلام الفلسطينية في أمستردام، ويهتفون بشعارات مناهضة لفلسطين. تجمع العشرات من أنصار مكابي أمام «فيلا موكوم» وهو مبنى صغير يقع على جرف روكين [الإنجليزية]، حيث كانت العديد من الأعلام الفلسطينية مرفوعة. وأظهرت مقاطع الفيديو قيامهم برشق النوافذ بالحجارة، وتسلق المبنى لتمزيق الأعلام.
وقال أحد سكان العقار، البالغ من العمر 23 عامًا، لصحيفة "هيت بارول": «لقد قاموا بركل أبوابنا وحاولوا اقتحام منزلنا، وأشاروا بحركات تهديدية، قائلين بالإنجليزية: ’سنقتلكم وسنعود‘». وأثارت لقطات لسيارة شرطة تمر دون أن تتوقف موجة غضب على وسائل التواصل الاجتماعي، حيث اعتبر البعض ذلك تجاهلًا للوضع المتوتر.
صرح قائد الشرطة الهولندية أن حوادث وقعت «من كلا الجانبين» خلال الأحداث المحيطة بالمباراة، مضيفًا أن مشجعي مكابي تورطوا في تخريب سيارة أجرة. وأظهرت مقاطع فيديو عدة مشاهد عنف، بما في ذلك رجل يهاجم سيارة أجرة بسلسلة معدنية، ومجموعة من الأشخاص يعتدون بالركل على رجل يُعتقد أنه سائق سيارة أجرة. وتبع ذلك دعوات عبر الإنترنت لسائقي سيارات الأجرة للتجمع في كازينو كان يتواجد فيه حوالي 400 من مشجعي الفريق الإسرائيلي. في حادثة أخرى، طارد بعض الأشخاص أحد أنصار فريق مكابي وأجبروه على ترديد عبارة «فلسطين حرة»، بينما هتف المارة بألفاظ مسيئة تضمنت عبارة «كانكيرجود» ("اليهودي السرطاني")، مما زاد من حدة التوتر.
رافقت شرطة أمستردام المشجعين إلى خارج المدينة، مشيرة إلى أنها تمكنت من منع وقوع اضطرابات إضافية، مع تسجيل بعض أعمال الشغب الصغيرة حول الكازينو. ومع ذلك، بحلول الساعة 3:30 صباحًا، كانت الأوضاع قد هدأت تمامًا في المدينة، واستعادت الهدوء بشكل كامل.

### 7 نوفمبر
اجتمع مشجعو فريق مكابي [الإنجليزية] في وسط المدينة، وخاصة حول ساحة دام، ورفعوا لافتات تحتفل بأبطال الحرب الإسرائيليين وأطلقوا الألعاب النارية. وهتفوا من بين ما هتف به آخرون: «اللعنة على العرب». وهتف آخرون، يرتدون ملابس سوداء، بشعارات معادية لإسرائيل. وأمرت الشرطة الأفراد الذين يعرضون رموزًا مؤيدة للفلسطينيين أو يرددون شعارات مثل «فلسطين الحرة» بمغادرة الميدان. وفي حوالي الساعة 17:00، توجهوا نحو الملعب. وفي الشوارع الجانبية وفي ساحة المحطة، أدى ذلك إلى اندلاع معارك.
أثناء توجههم إلى المباراة، صُوّر مشجعين إسرائيليين وهم يهتفون بشعارات مثيرة للجدل، ووفقًا لصحيفتي نيويورك تايمز وفرانكفورتر ألجماينه، تضمنت الهتافات عبارات مثل «الموت للعرب»، و«دعوا الجيش الإسرائيلي ينتصر»، و«لماذا لا توجد مدرسة في غزة؟ لم يتبق أطفال هناك. أوليه، أوليه، أوليه». وفي الملعب، قامت مجموعة من مشجعي مكابي بمقاطعة دقيقة الصمت التي كانت مخصصة لضحايا الفيضانات الإسبانية لعام 2024، عبر الهتافات والصافرات قبل بدء المباراة. وأشارت بعض وسائل الإعلام إلى أن هذا السلوك جاء كرد فعل على انتقادات الحكومة الإسبانية لإسرائيل بسبب سلوكها في الحرب على غزة.
بعد المباراة، انتقل مشجعو فريق مكابي إلى وسط مدينة أمستردام، حيث رافقتهم الشرطة إلى المترو. أظهرت لقطات مصورة مشجعين إسرائيليين يغنون أغاني معادية للعرب خلال رحلتهم. وفي مقطع فيديو آخر، حددت قناة سكاي نيوز موقعه جغرافيًا، ظهر مشجعون إسرائيليون يسحبون علمًا فلسطينيًا آخر من أحد المباني وسط هتافات «أوليه، أوليه» و«اللعنة عليك». وذكرت صحيفة هيت بارول [الإنجليزية] أن بعض مشجعي مكابي كانوا يتجولون في وسط المدينة حاملين أحزمة ويعتدون على المارة. وبعد منتصف الليل، قام أنصار مكابي بركل باب منزل امرأة كانت قد وضعت ملصقًا مؤيدًا للفلسطينيين على نافذتها. كما أظهر مقطع فيديو، التقطته المصورة الهولندية أنيت دي جراف وتحققت منه صحيفة نيويورك تايمز، مجموعة من الرجال، يرتدي العديد منهم ألوان مكابي، وهم يلتقطون أنابيب وألواحًا من موقع بناء، ثم يطاردون رجلاً ويعتدون عليه. وعلى الرغم من هذه الحوادث، ذكرت صحيفة دي تليغراف أن بعض ضباط الشرطة نفوا أن يكون المشجعون الإسرائيليون قد تعرضوا لأي استفزاز للعنف ضدهم خلال تلك الأمسية.
وفقًا للشرطة الهولندية، تعرض أنصار فريق مكابي تل أبيب لعدة هجمات وكمائن في أماكن متفرقة من المدينة بعد المباراة. وأوضحت عمدة المدينة هالسيما أن هذه الهجمات شملت اعتداءات دهس وهجوم من قبل «شبان على دراجات بخارية»، الذين فروا بعد مواجهة الشرطة. وأفادت صحيفة جيروزاليم بوست أن الهجمات شملت اعتداءات متعددة، حيث أظهرت لقطات تعرض مشجعين للضرب والمطاردة بواسطة السكاكين. كما ذكر شهود عيان محاولات للطعن، وإلقاء أفراد في نهر، وضرب مهاجمين إسرائيليين والبصق عليهم. وأظهر مقطع فيديو رجلاً فاقدًا للوعي في الشارع، وقد تعرض للركل المتكرر وهو ممدد. وفي لقطات أخرى، صُوّرت مجموعة من الرجال وهم يهربون في أحد شوارع المدينة وهم في حالة ذعر، بينما كان أحدهم يصرخ مرارًا: «أنا لست يهوديًا!» وأفادت صحيفة معاريف بمحاولة اختطاف واحدة على الأقل لإسرائيلي، فيما لجأ العديد من المشجعين للاختباء في المتاجر والمباني. وأسفرت الهجمات عن إصابة عشرة إسرائيليين، بينما اختفى ثلاثة آخرون لفترة قصيرة، قبل أن تعلن وزارة الخارجية الإسرائيلية أن الجميع قد عُثر عليهم. وأكدت الشرطة الهولندية أنها بذلت جهودًا كبيرة لحماية أكبر عدد ممكن من المشجعين الإسرائيليين، وقامت بتنسيق حافلات لنقلهم إلى فنادقهم.
أعربت السلطات الهولندية عن اعتقادها بأن المهاجمين قاموا بالتمييز بين اليهود في أمستردام والمشجعين الزائرين، مشيرة إلى أنه لم تكن هناك أي دلائل على وقوع هجمات ضد اليهود أو على المعابد اليهودية. ويُعتقد أن معظم الأشخاص الذين شاركوا في ما وصف بـ «مطاردة اليهود» كانوا من سائقي سيارات الأجرة والشباب على الدراجات البخارية، الذين كانوا يظنون أن بين مشجعي فريق مكابي تل أبيب يوجد جنود سابقون وعملاء للموساد.

### مزيد من الاضطرابات
في الليالي التي تلت الهجمات، استمرت استهدافات الأشخاص المعتقد أنهم يهود، حيث طُردوا من سيارات الأجرة وأُجبروا على إظهار جوازات سفرهم للتحقق مما إذا كانوا إسرائيليين. وفي 11 نوفمبر، أي بعد أربعة أيام من الهجمات، اشتعلت النيران في ترام بساحة "40-45" في أمستردام، حيث تبيّن أن الحادث نجم عن ألعاب نارية ألقيت عليه، مما أدى أيضاً إلى تحطم نوافذه. وأظهرت لقطات محلية شخصاً واحداً على الأقل يصرخ بعبارة «اليهود سرطان». واعتقلت شرطة أمستردام عدة مشتبهين بعد مواجهات بين عشرات من المشاغبين ورجال الأمن أدت إلى هذا الحادث. وأظهرت التحقيقات الأولية أن الشرطة لم تتمكن من إثبات وجود صلة مباشرة بين حادثة الترام وأحداث الشغب السابقة في الأسبوع الماضي، كما كانت هناك بعض الاعتقالات بشكل منفصل عن حادثة الترام.

## إنفاذ القانون
اعتقل 71 شخصًا فيما يتعلق بمباراة كرة القدم. قبل المباراة وأثناءها، ألقت الشرطة القبض على 62 شخصًا بما في ذلك ثلاثة أشخاص بتهمة العنف العام. ومن بين المعتقلين 49 مواطنا هولنديا و10 إسرائيليين. ولم يُعتقل أحد ليلة السابع من نوفمبر/تشرين الثاني أثناء أعمال العنف المناهضة لإسرائيل بعد المباراة، لكن الشرطة أعلنت أنها ستبحث عن المشتبه بهم. اعتبارًا من 11 نوفمبر، اعتقل تسعة من المشتبه بهم.

## النتائج
في النهاية، سُرّح الأشخاص الخمسة الذين نُقلوا إلى المستشفى، بينما تعرض ما يقرب من 20 إلى 30 آخرين لإصابات طفيفة. وبعد عودة مشجعي مكابي إلى إسرائيل، نُشر على وسائل التواصل الاجتماعي مقطع فيديو يُظهرهم وهم يهتفون بشعارات عنصرية كانوا قد رددوها في أمستردام، بما في ذلك: «لماذا المدارس مغلقة في غزة؟ لأنه لم يتبق أي أطفال هناك».
أصدرت سلطات أمستردام أمر طوارئ يمنع التظاهرات لمدة ثلاثة أيام بعد الهجمات الليلية، وأعطت الشرطة الهولندية صلاحية تفتيش الأفراد. كما نُشرت أعداد كبيرة من رجال الشرطة حول المؤسسات اليهودية في المدينة، ومُدد الأمر أربعة أيام أخرى في 10 نوفمبر. وألغت منظمتا "إيريف راف" ومنصة "أوقفوا العنصرية والفاشية" إحياء ذكرى ليلة البلور (كريستال ناخت) المحلية بسبب تصرفات مشجعي مكابي العنيفة، وانتقدتا استجابة البلدية للأحداث، وأعربتا عن قلقهما إزاء «فشل الشرطة في حماية اليهود المناهضين للصهيونية والمتظاهرين، بعدما سمحت شرطة وعمدة أمستردام للصهاينة الإسرائيليين بنشر الفوضى، وإحراق الأعلام الفلسطينية، والتعبير عن أمنياتهم بالموت للعرب، وسوء معاملة سائقي التاكسي».
وفي إطار الاستعداد لمباراة دوري الأمم الأوروبية لموسم 2024-2025 بين فرنسا وإسرائيل، في 14 نوفمبر بملعب فرنسا بالقرب من باريس، عبّأت السلطات الفرنسية أكثر من 4000 عنصر أمني في المدينة، ورافقت وحدة RAID الفريق الإسرائيلي. وكُثفت عمليات التفتيش الأمنية بالقرب من الملعب، مع فرض حظر على الرسائل السياسية والأعلام الفلسطينية. رغم ذلك، حث بعض المسؤولين الإسرائيليين المشجعين على عدم حضور المباراة حفاظاً على سلامتهم.

### التغطية الإعلامية
قامت شبكة سكاي نيوز البريطانية وقناة 12 الإسرائيلية بتعديل تقارير وحذف منشورات على مواقع التواصل الاجتماعي كانت تشير إلى سلوك مشجعي إسرائيل المعادي للعرب. حيث أزالت سكاي نيوز أي إشارة إلى تمزيق مشجعي مكابي تل أبيب لعلم فلسطيني، رغم سماع الرجال يتحدثون بالعبرية في الفيديو، وحذفت القناة 12 منشوراً مماثلاً بعد موجة من الانتقادات، منها تعليق نجل رئيس الوزراء الإسرائيلي بنيامين نتنياهو، يائير، الذي تساءل: «في صف من تقف قناة 12؟»  وقال الصحفي اليهودي الاستقصائي آسا وينستانلي إن الفيديو الذي حذفته سكاي نيوز يوضح «الحقيقة حول مشاغبي كرة القدم الإسرائيليين الذين قاموا بأعمال شغب عنصرية في المدينة هذا الأسبوع.»
قامت المصورة الهولندية أنيت دي غراف بتصوير مشجعي مكابي وهم يهاجمون سكان أمستردام، ولكن العديد من وسائل الإعلام أخطأت في البداية بتقرير أن الفيديو يظهر حشدًا معاديًا للسامية يهاجم الإسرائيليين، بما في ذلك صحيفة وول ستريت جورنال وصحيفة بيلد الألمانية، وبرنامج "تاجسشاو" الإخباري على قناة إيه آر ديالألمانية. وأصدرت دويتشه فيله و"تاجسشاو" تصحيحات. وقد طالب العديد من مستخدمي وسائل التواصل الاجتماعي بتصحيح التقارير الأولية، وقامت دي غراف بنشر منشور موجه إلى قنوات سي إن إن وبي بي سي والغارديان ونيويورك تايمز تطلب منهم أيضًا الاعتذار ونشر تصحيح. واعتبارًا من 12 نوفمبر 2024، لم ترد هذه المؤسسات بعد، رغم أن صحيفة "نيويورك تايمز" حددت الفيديو بشكل صحيح في تغطيتها الأخيرة.
انتقد أوين جونز، كاتب العمود في الغارديان، تغطية وسائل الإعلام للأحداث في أمستردام لعدم تناولها سلوك مشجعي إسرائيل قبل اندلاع الاشتباكات، قائلًا: «العالم انقلب رأساً على عقب. في عالمنا الحالي، إذا أدنت المتعصبين العنصريين الذين يهللون للقتل الجماعي للأطفال، ستُوصف بأنك متعصب كاره. كلمة التضليل غير كافية لوصف ما يجري.». وأيضاً، قال مارك أوين جونز، خبير التضليل وأستاذ مشارك بجامعة حمد بن خليفة في قطر، إن وسائل الإعلام الرئيسة، من نيويورك تايمز إلى بي بي سي، قدمت نسخة «غير دقيقة بشكل مفرط» للأحداث، وتبنت بشكل غير نقدي ما بدا وكأنه بيان صحفي صادر عن الحكومة الإسرائيلية.

## تصريحات عمدة أمستردام
فقد صرّحت رئيسة بلدية أمستردام فمكا هالسما، إن العلاقات بين مشجعي الفريقين جيدة. كما صرحت: «إن مشجعي فريق مكابي تل أبيب الإسرائيلي لكرة القدم تعرضوا للضرب على أيدي "مجموعات إجرامية"، في الساعات الأولى من صباح الجمعة، بعد مباراة مع فريق أياكس أمستردام الهولندي.» إضافة إلى حظرها «الملابس التي تغطي الوجه» و«حمل الأشياء» التي قد تؤدي إلى الإخلال بالنظام، مضيفة أنها تريد أن تكون المدينة آمنة لمشجعي مكابي تل أبيب، وآمنة للسكان المحليين و«آمنة بشكل خاص لسكاننا اليهود».

## الردود فعل دولية

### الرد الإسرائيلي
أطلقت حكومة إسرائيل «مهمة إنقاذ» مشجعي الفريق الإسرائيلي، عقب الاشتباكات. أما مكتب رئيس الوزراء الإسرائيلي بنيامين نتنياهو، إنه أُبلغ بتفاصيل "حادث عنيف للغاية" استهدف مشجعين إسرائيليين لكرة القدم في أمستردام، مضيفاً في بيان، ليرسال طائرتي إنقاذ لإجلاء المشجّعين.
ذكرت وسائل الإعلام الإسرائيلية عن إصابات وسط مشجعي فريق "مكابي تل أبيب" بعد مباراته التي خسرها أمام أياكس أمستردام الهولندي ضمن منافسات الدوري الأوروبي لكرة القدم.
أما جدعون ساعر وزير الخارجية الإسرائيلي، فقد طالب نظيره الهولندي بالمساعدة في إخراج المشجعين الإسرائيليين بأمان، في أعقاب الحادث. صرّح أفيجدور ليبرمان، أحد قادة المعارضة الإسرائيلية، أنّ جميع اليهود تركوا أوروبا، وهاجروا إلى إسرائيل خشية تعرضهم لـ"هولوكست جديد"، على حد تعبيره.
أمّا الجيش الإسرائيلي صرّح اليوم الجمعة في الثامن من نوفمبر أنّه يستعد لنشر مهمة إنقاذ على الفور بالتنسيق مع الحكومة الهولندية بعد المباراة، وأضاف "سيتم نشر المهمة، التي ستشمل فرقا طبية وأخرى للإنقاذ، باستخدام طائرة شحن". ليَعدِل عن ذلك لاحقًا. وأعقب ذلك، إسال طائرتي إنقاذ من شركة ال عال التي دعت المغادرين عدم ارتداء أي رموز يهودية حتى إجلائهم.
أعرب جدعون ساعر، وزير الخارجية الإسرائيلي، في 11 نوفمبر، عن استياء إسرائيل من عدد الاعتقالات الذي وصفه بال«قليل للغاية»، عقب الاشتباكات التي وقعت في أمستردام.
أرسلت وزارة الشتات ومكافحة معاداة السامية تقريرًا إلى نواب البرلمان الهولندي حول «الاعتداءات ضد جماهير نادي ماكابي تل أبيب لكرة القدم في أمستردام»، زعم التقرير أن الجماعات الهولندية المشاركة في الأحداث ترتبط بحركة حماس.

### ردود فعل دولية
هولندا
- عبّر فيليم ألكسندر، ملك هولندا، بعد حديثه مع إسحاق هرتسوغ، «عن الذعر والصدمة». ونقل هرتسوغ عن الملك قوله، إن هولندا «أخفقت في مساعدة الطائفة اليهودية خلال الحرب العالمية الثانية تحت الاحتلال والاضطهاد النازيين ومرة أخرى أمس».[ع 10]
- صرّح رئيس الوزراء الهولندي ديك شخوف، إن «أعمال العنف التي استهدفت إسرائيليين بعد مباراة لكرة القدم في أمستردام، غير مقبولة»، مضيفاً أنه «يتعين محاكمة جميع الجناة». كما أضاف شخوف في منشور على منصة إكس: «تابعت الأخبار الواردة من أمستردام باشمئزاز»، وأضاف أنه تواصل مع نظيره الإسرائيلي بنيامين نتنياهو بشأن الواقعة، مشيراً إلى أن «الوضع هادئ الآن في أمستردام».[ع 11]
- قال السياسي خيرت فيلدرز زعيم أكبر حزب في الحكومة الهولندية المناهض للمسلمين، «أشعر بالخزي لحدوث هذا في هولندا». واتهم في منشور على منصة "إكس" للتواصل، من وصفهم بـ«مسلمين مجرمين»، بالوقوف وراء ما حدث، وطالب بترحيلهم.[ع 10]
- وصفت عمدة أمستردام، فمكه هالسيما، المهاجمين بأنهم «مجموعات ضاربة معادية للسامية»، ووصفت الحادثة بأنها «لحظة حالكة جداً» في تاريخ المدينة، مشيرة إلى أنها تذكّرها بممارسات «البوغروم» ضد اليهود في أوروبا.[96] من جهته، انتقد عضو المجلس البلدي، جازي فيلدهويزن، الشرطة لتقاعسها عن اتخاذ إجراءات ضد مشجعي نادي مكابي، وتدخلها بفعالية فقط عندما تعرضوا لهجوم من سكان أمستردام.[97]
- وفي بيان أصدرته سلطات أمستردام بعد أربعة أيام من أعمال الشغب، وصفت الأسباب بأنها «خليط سام من معاداة السامية، والسلوك الفوضوي للمشاغبين، والغضب المتصاعد بسبب الحرب في فلسطين وإسرائيل وغيرها من دول الشرق الأوسط».[98] وأكدت المدينة أنها لم تتلق أي تحذيرات مسبقة من جهاز مكافحة الإرهاب الهولندي (NCTV).[98]
- في 15 نوفمبر، قدمت الوزيرة نورا أشهبار - من أصول مغربية - استقالتها من الحكومة اعتراضًا على تصريحات عنصرية لزملائها في الحكومة تعليقًا على الاشتباكات.[ع 12]

 فلسطين
- أصدرت وزارة الخارجية الفلسطينية بيانا رفضت فيه كل أشكال العنف، لكنها أدانت العنصرية ضد العرب وتدنيس العلم الفلسطيني من قبل أنصار فريق مكابي. وأعربت الوزارة عن قلقها إزاء الأيام الثلاثة من «الأعمال العنيفة» في العاصمة التي نفذها مشجعون معروفون بـ«ميولهم العنصرية».[ع 13][99][100][101] وطالبت الوزارة الحكومة الهولندية بالتحقيق مع المسؤولين عن الاضطرابات وضمان حماية الفلسطينيين والعرب، مشيرة إلى مخاوفها من وجود مستوطنين غير شرعيين وجنود ينشرون «مفاهيم عنصرية» في المدن الأوروبية. وحذرت الوزارة من النفوذ المتزايد لهذه الجماعات، ووصفت أفعالها بأنها «هجوم مباشر على الهوية والرموز الفلسطينية».[ع 13][100][102]
- أعرب الاتحاد الفلسطيني لكرة القدم في بيان عن «بالغ قلقه إزاء سلسلة الأحداث العنيفة التي شهدتها مدينة أمستردام الهولندية والتي بدأت بالتحريض على العنف والعنصرية المعادية للفلسطينيين [الإنجليزية] والمسلمين، التي أظهرها مشجعو فريق اسرائيلي، حيث اعتدوا على منازل ومتاجر رفعت علم فلسطين تضامنا مع ضحايا الإبادة الجماعية المستمرة».[ع 10][103]
- وقال المتحدث باسم حماس سامي أبو زهري إن أعمال الشغب التي شهدتها أمستردام كانت رد فعل عفوي على تصرفات إسرائيل في غزة. وأضاف أن الأحداث توضح رد الفعل الشعبي على الإبادة الجماعية المستمرة في غزة، والتي كانت تتوالى على الهواء مباشرة دون أي تدخل دولي فعال، وأن إنهاء العنف في غزة أمر ضروري للحفاظ على حقوق الإنسان [الإنجليزية] في قطاع غزة ودعم الأمن الإقليمي والعالمي.[100]

 الأمم المتحدة
- ندد أنطونيو غوتيريش، الأمين العام للأمم المتحدة، «بكل أشكال معاداة السامية والإسلاموفوبيا».[ع 10]
- صرح جيريمي لورانس، الناطق باسم المفوضية السامية للأمم المتحدة لحقوق الإنسان بأنه «اطلعنا على هذه التقارير المثيرة للقلق... يجب ألا يتعرض أحد للتمييز أو العنف على أساس أصله القومي، أو الديني أو العرقي أو أي أساس آخر».[ع 14]

 الاتحاد الأوروبي
- أبدت رئيسة المفوضية الأوروبية أورسولا فون دير لايين «استيائها» من «الهجمات الدنيئة التي استهدفت مواطنين إسرائيليين في أمستردام».[ع 4]
- لم يدن أي زعيم أوروبي الهتافات العنصرية المناهضة للعرب أو الأعمال العنيفة التي قام بها أنصار إسرائيل.[104] وركز القادة الأوروبيون على جانب معين من الاشتباكات وتجاهلوا الإشارات إلى استفزازات وأعمال عنف ارتكبها الإسرائيليون وسبقت المباراة.[ع 15]

 فرنسا
- صرح الرئيس الفرنسي إيمانويل ماكرون أن باريس «ستواصل مكافحة معاداة السامية البغيضة بلا هوادة»، معتبرا أن ما جرى «يعيد التذكير بأشد المراحل قتامة في التاريخ».[ع 16]

 الولايات المتحدة
- ندد الرئيس الأميركي جو بايدن، بالهجمات على مشجعي كرة القدم الإسرائيليين في أمستردام، ووصفها بأنها «خسيسة». وقال إنها «تعكس لحظات مظلمة في التاريخ عندما تعرض اليهود للاضطهاد».[ع 6]